# Antiaropsis
Antiaropsis je rod dvodomnog drveća iz porodice dudovki smješten u podtribus Antiaropsineae. Postoje dvije vrste koje su kao endemi rašireni po Novoj Gvineji.

## Vrste
1. Antiaropsis decipiens K.Schum.
2. Antiaropsis uniflora C.C.Berg